# 相模原市民会館
相模原市民会館（さがみはらしみんかいかん）は、神奈川県相模原市中央区中央にある多目的ホール。管理運営は、ギオン・アクティオ・ウイッツグループ。

## 概要
1965年（昭和40年）に完成。緞帳は岩橋英遠の原画で、鶴の舞う姿が描いている。
ホールは1270席収容で、800席の中ホールにも対応可能。1990年のグリーンホール相模大野完成までの間は、相模原市の成人式などが使用されていた。
1969年7月2日、日本テレビの番組『コント55号の裏番組をぶっとばせ!』が収録された際には、教育関係者が野球拳のコーナーを視察して問題視。以後、収録のための会場使用を断る事態となった。しかしながら同年から放送が開始され、後に「低俗」扱いされることとなったTBSの『8時だョ!全員集合』の収録は行われた。また、テレビ東京『木曜8時のコンサート〜名曲!にっぽんの歌〜』などの公開収録も行われていた。

## 交通
- 神奈中バス『市民会館前』下車
- JR横浜線『相模原駅』下車徒歩20分